# Tarandacuao (kommun)
Tarandacuao är en kommun i Mexiko.   Den ligger i delstaten Guanajuato, i den södra delen av landet, 160 km väster om huvudstaden Mexico City.
Följande samhällen finns i Tarandacuao:
- Tarandacuao
- Buenavista
- La Purísima
- Hacienda Vieja
- Barrio de Santiago
- San Juan de Dios
- La Virgen
- El Tocuz
- La Soledad
- San Felipe
- San Joaquín de Porto
- La Parada